# Балинска, Элла
Элла Балинска (англ. Ella Balinska, род. 4 октября 1996, Вестминстер, Большой Лондон) — британская актриса. Наиболее известна по роли Джейн Кано в фильме «Ангелы Чарли» (2019).

## Биография
Родилась в Лондоне. Имеет польские и ямайские корни. Мать — Лоррейн Паскаль, известный британский шеф-повар и бывшая модель. Элла играла в нетбол на окружном уровне и соревновалась в легкой атлетике на национальном уровне.
В 2017 году получила главную роль Найелы Малик в фильме «Афина» (2019).
В июле 2018 года Sony Pictures Entertainment объявил, что Балинска сыграет одну из ангелов в фильме Элизабет Бэнкс «Ангелы Чарли» вместе с Кристен Стюарт и Наоми Скотт. Вернулась к роли Джейн Кано в короткометражке «Ангелы Ру».
Сыграла главную роль в триллере «Беги, детка, беги», премьера которого состоялась на кинофестивале «Сандэнс» в 2020 году. В июле 2022 года на Netflix вышел сериал «Обитель зла» по мотивам одноимённой серии видеоигр, где Балинска сыграла главную роль. Сыграла и озвучила главную героиню в видеоигре Forspoken.

## Фильмография
| Год       |     | Русское название             | Оригинальное название   | Роль         |
| --------- | --- | ---------------------------- | ----------------------- | ------------ |
| 2015      | ф   |                              | Junction 9              | Таня Мейсон  |
| 2018      | с   | Катастрофа                   | Casualty                | Сьюзи Барбур |
| 2018      | с   | Убийства в Мидсомере         | Midsomer Murders        | Грейс Бриггс |
| 2019—2020 | с   | Афина                        | The Athena              | Найела Малик |
| 2019      | ф   | Ангелы Чарли                 | Charlie’s Angels        | Джейн Кано   |
| 2019      | кор | Ангелы Ру                    | Ru’s Angels             | Джейн Кано   |
| 2020      | ф   | Беги, детка, беги            | Run Sweetheart Run      | Шери         |
| 2022      | с   | Обитель зла                  | Resident Evil           | Джейд Вескер |
| 2023      | ки  | Forspoken                    | Forspoken               | Фрей Холланд |
| 2024      | ф   | Уход за кожей                | Skincare                | Джессика     |
| 2025      | ф   | Парни с тату. Прямо в сердце | Marked Men: Rule + Shaw | Эйден Кросс  |
|           | ф   |                              | The Occupant            | Эбби         |